# Григорівка (археологічна пам'ятка)
Григорівка — археологічна пам'ятка, місце стародавніх поселень 1 тисячоліття н. е., 10—15 століть.

## Розташування
Розташована на першій надзаплавній терасі високого правого берега Дніпра на північ від села Григорівка Канівського району Черкаської області.

## Загальний опис
Пам'ятка має унікальну давньоруську забудову 11—13 століть. Центральна частина поселення, площею близько 3—4 га, мала особливо щільну забудову. Загальна площа складала близько 10 га. Розкопано площу близько 2000 м², на якій досліджено залишки садиб із житловими та господарськими будівлями. В культурному шарі знайдено численні вироби зі срібла, свинцю, міді: висячі печатки, хрестики-тільники й енколпіони, підвіски, скроневі кільця, персні та каблучки, сотні скляних браслетів, намиста. За характером планування, щільністю забудови та багатством інвентаря поселення не відрізняється від південно-руських дніпровських городищ і, очевидно, було значним торгово-ремісничим та релігійним центром на Дніпрі. Поряд із поселенням міститься могильник, на якому досліджено 43 поховання 11—13 століть. Небіжчиків ховали за християнським обрядом у дерев'яних гробовищах (простежено кілька рядів поховань).